# Allwinner A3X
La série Allwinner A3X est composée des Allwinner A31, A31s et A33, est une série de SoC d'architecture ARM produit par la société chinoise Allwinner Technology à Zhuhai, dans la province du Guangdong, équipé de quatre cœurs ARM Cortex-A7 MPCore et de deux cœurs graphiques PowerVR SGX 544, et d'une variante, le Allwinner A31s.
Il est avec la série Allwinner A2X, moins puissante, équipée de seulement deux cœurs Cortex-A7 MPCore, la seconde génération de SoC basé sur un processeur Cortex d'ARM. La première génération était le Allwinner A1X, équipé d'un simple Cortex-A8
Comme la première génération, ce processeur est équipé d'un processeur vidéo CedarX créé par Allwinner, permettant le décodage de vidéo en 2160p.
Ce SoC est compatible avec le système d'exploitation de Google Android en version 4.2 et supérieur et son support est inclus dans le noyau Linux.
Son contrôleur mémoire intégré, supporte les mémoires de type LPDDR2, DDR3 et DDR3L (plus faible consommation)
La version A31s est une version allégée du A31 destiné au marché des phablettes, mais l'ordinateur mono-carte Banana-M2 en est également équipé.
En juin 2014, AllWinner annonce le SoC A33 compatible broche-à-broche avec le AllWinner A23. Le nouveau SoC comporte 4 cœurs Cortex-A7 avec 256 Kio de cache de niveau 1 et  512 Kio de cache de niveau 2. Il contient également un processeur graphique Mali-400MP2. C'est le premier SoC de la société à supporter l'API OpenMAX. Cette puce ne supporte par contre pas nativement le SATA.